# كيوكيرا زيو (موبايل)
كيوكيرا زيو (بالإنجليزية: Kyocera Zio)‏ هو هاتف ذكي يعمل بنظام أندرويد، تم طرحه في الأسواق في 23 مارس 2010.

## الخصائص
- نظام التشغيل: أندرويد
- الكاميرا الخلفية: 3.2 ميجابكسل
- الوزن: 105 غ (3.7 أونصة)
- المعالج: 600 ميجا هرتز